# 활용 (바둑)
활용은 버림돌을 이용하여 세력(외세)을 쌓거나 실리를 차지하거나 타개 등으로 그 이상의 이익을 얻음으로써 소기의 목적을 달성하는 것이다. 이득을 보거나 또는 상대가 응수하도록 만들어 국면을 호전시킬 수 있다.